# Naked (SPYAIRの曲)
「Naked」（ネイキッド）は、日本のロックバンドであるSPYAIRの楽曲。同バンドの8枚目のシングルとして、2012年9月5日にSony Music Associated Recordsからリリースされた。

## 概要
前作「0 GAME」から約2か月ぶり、9月19日リリースの2枚目のアルバム『Just Do It』の先行シングルである。表題曲「Naked」はいろいろな音を削ぎ落として生のバンドサウンドにこだわった1曲になっている。また、日本テレビ系『フットンダ』の9月エンディングテーマである。
また、表題曲「Naked」のミュージック・ビデオでは「ありのままの姿、裸でぶつかり合える関係でいたい」という思いを込めて、メンバー全員が、全裸でパフォーマンスをしている。このことについてメンバーは、「正直、ありのままでぶつかるコワさもあったけど、好きか嫌いかをハッキリ言ってもらう事がこの曲を本当の意味で伝えるって事なんだと考えてます」とコメントしている。またジャケット写真では、MOMIKENが鍛え抜かれた背中を披露している。
シングルを通常盤のみでリリースするのは、メジャーデビュー以来初である。

## 収録内容
| 全作詞: MOMIKEN、全作曲: UZ、全編曲: SPYAIR。 |           |         |            |      |
| #                                             | タイトル  | 作詞    | 作曲・編曲 | 時間 |
| 1.                                            | 「Naked」 | MOMIKEN | UZ         | 3:50 |
| 2.                                            | 「STAR」  | MOMIKEN | UZ         | 3:49 |
| 合計時間:                                     | 合計時間: | 7:39    |            |      |

## 楽曲解説
1. Naked
この曲が作られたのはリリースより1年前で、1年間温められていた楽曲。歌詞には、「恋愛だけではなく、あらゆる人間関係において、ありのままの心をさらけ出してぶつかり合うことが大切」というメッセージが込められている[6]。
2. STAR
同じく2012年リリースの『YOU 2』と並びリリース以降ライブでは披露されてこなかったが、4年後に野外ライブ『JUST LIKE THIS 2016』にて初披露、及び初映像化された。

## タイアップ一覧
Naked
- 日本テレビ系『フットンダ』9月エンディングテーマ
- テレビ東京系『ロック兄弟』9月度オープニングテーマ
- 9月度 MTV『BUZZ CLIP』

## 収録アルバム
1. Naked
  - 2ndスタジオ・アルバム『Just Do It』
  - 1stベスト・アルバム『BEST』
  - 2ndベスト・アルバム『BEST OF THE BEST』
2. STAR
  - 3rdスタジオ・アルバム『MILLION』
  - 1stスタジオ・アルバム『BEST』